# Stuart A. Rice
Stuart Alan Rice (* 6. Januar 1932 in New York City; † 22. Dezember 2024 in Chicago) war ein amerikanischer theoretischer Chemiker und Physikochemiker.

## Werdegang
Stuart A. Rice studierte am Brooklyn College (S.B. 1952) und an der Harvard University (A.M. 1954), an der er 1955 bei Paul Doty promoviert wurde. Als Post-Doktorand war er Junior-Fellow in Harvard. Er war seit 1957 Professor an der University of Chicago, zuletzt als Frank P. Hixon Distinguished Service Professor.
Er war Gastwissenschaftler am Caltech (Fairchild Scholar 1979) und 1999/2000 an der Universität Oxford (Newton-Abraham-Professor).
Rice kombinierte in seiner Arbeit Theorie und Experiment. In den 1950er Jahren befasste er sich mit den Transporteigenschaften von Flüssigkeiten, zum Beispiel den Eigenschaften flüssiger Edelgase und von flüssigem Methan. Er forschte auf dem Gebiet der Exzitonen in molekularen Kristallen und strahlungslosen elektronischen Übergängen in Molekülen, Quantenchaos in angeregten Molekülen und Kontrolle des Chaos mit Laseranregung. Weiterhin beschäftigte er sich mit flüssigen Metallen, ihrer elektronischen Bandstruktur und Grenzflächeneigenschaften.
In jüngerer Zeit befasste er sich mit der Theorie der aktiven Kontrolle quantendynamischer Prozesse mit dem Ziel der Einflussnahme auf chemische Reaktionen durch Optimierung zeitabhängiger Felder. Außerdem befasste er sich mit physikalischer Chemie von Grenzflächen, wie Flüssigkeit-Festkörper oder Flüssigkeit-Gas.
Er war Fellow der National Academy of Sciences, der American Academy of Arts and Sciences, der American Philosophical Society und der Königlich Dänischen Akademie der Wissenschaften. 2002 wurde er zum Ehrenmitglied der Royal Irish Academy gewählt. Er erhielt 1955 den A. Cressy Morrison Preis der New York Academy of Sciences, 1966 die Medaille der Freien Universität Brüssel, 1963 die Marlow Medal der Faraday Society, 1997 den Centennial Award in Harvard, 1999 die National Medal of Science, 2002 die Hirschfelder Medaille für Theoretische Chemie, 1985 den Peter Debye Award, 1987 den Joel Henry Hildebrand Award der American Chemical Society, deren Preis für Reine Chemie er 1962 erhielt, und 2011 den Wolf-Preis in Chemie.
Er hatte über 100 Doktoranden.
Von 1958 bis 1962 war er Sloan Research Fellow und von 1960 bis 1961 Guggenheim Fellow.
Er war Herausgeber von Advances in Chemical Physics.

## Schriften
- mit Mitsuro Nagasawa Polyelectrolyte solutions: a theoretical introduction, Academic Press 1961
- mit Peter Gray: The statistical mechanics of simple liquids : an introduction to the theory of equilibrium and non-equilibrium phenomena, Interscience 1965
- The kinetic theory of dense fluids, Mobil Oil Corp. Research Department 1966 (Vorlesungen)
- Herausgeber mit Joshua Jortner, Raphael D. Levine Photoselective Chemistry,  2 Bände, Wiley 1981
- Herausgeber mit Ilya Prigogine Evolution of Size Effects in chemical dynamics, Advances in Chemical Physics, Wiley 1988.
- mit Stephen Berry, John Ross Physical Chemistry, 2 Bände, Wiley 1980
- mit Stephen Berry, John Ross Physical and Chemical Kinetics, Oxford University Press 2002